# McEwan Hall
Pour les articles homonymes, voir McEwan.
Le McEwan Hall (en gaélique écossais : Talla MhicEòghainn) est la salle de remise des diplômes de l'Université d'Édimbourg, à Édimbourg, la capitale de l'Écosse. Elle a été présentée à l'Université en 1897 par William McEwan, brasseur et homme politique, au prix de 115 000 £. Sir Robert Rowand Anderson en est l'architecte. Le McEwan Hall est un bâtiment classé de catégorie A .

## Histoire et description
La conception a été commencée en 1876 et a été en grande partie entreprise par George Mackie Watson alors qu'il travaillait dans les bureaux de Robert Rowand Anderson (le plan directeur étant de Rowand Anderson lui-même). Il a été construit en utilisant la pierre de Prudham Quarry, Hexham dans le Northumberland .
L'extérieur de la salle en forme de D a été achevé en 1894. L'intérieur, terminé en 1897, est construit dans le style de la Renaissance italienne et présente des décorations murales de la main de William Mainwaring Palin  . L'œuvre d'art centrale est une grande œuvre peinte connue sous le nom de «Temple de la renommée» représentant un grand nombre de philosophes et d'étudiants. L'orgue McEwan Hall a été construit en 1897 par Robert Hope-Jones, et a été reconstruit et modifié à plusieurs reprises par la suite .
Une autre caractéristique du McEwan Hall est son grand dôme. À l'intérieur du dôme se trouve une inscription biblique: la sagesse est la chose principale, donc obtenez la sagesse, et avec tout ce que vous obtenez, obtenez la compréhension. Exaltez-la et elle vous honorera. (Proverbes 4: 7).
En 2015, le hall et Bristo Square ont été fermés pour rénovation et rouverts à temps pour les remises de diplômes de juillet 2017 (coût prévu de 35 millions de livres sterling). Le nouveau chauffage, la ventilation et l'éclairage ont été intégrés à l'intérieur d'origine et de nouvelles salles de séminaire créées au sous-sol et au-dessous de Bristo Square. L'un des principaux objectifs du projet était de fournir un accès facile à toutes les zones, y compris la galerie du deuxième étage. Le McEwan Hall est utilisé pour des remises de diplômes, des conférences et des meetings publics, certains événements du Festival Fringe d'Édimbourg et des récitals d'orgue.

## Galerie

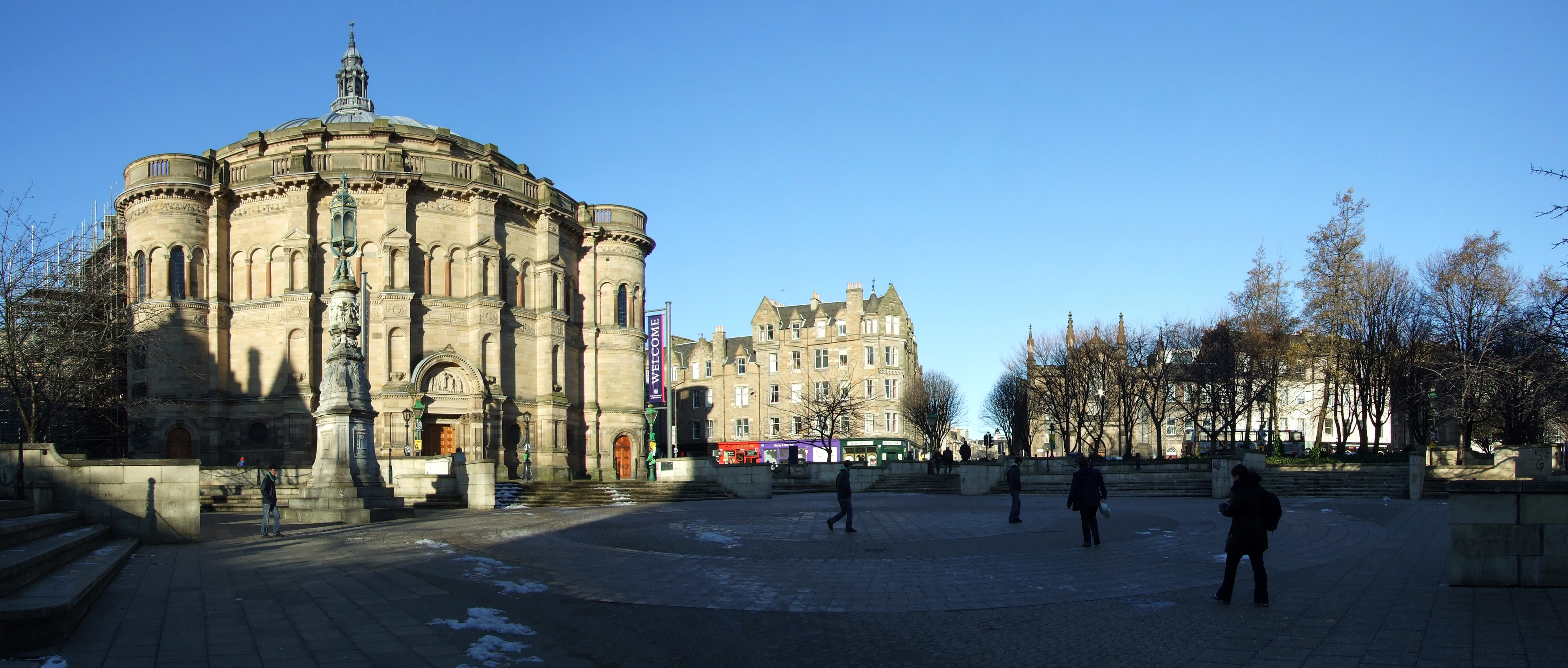
Panorama de Bristo Square en direction de Bristo Place montrant la place avant le réaménagement de 2015
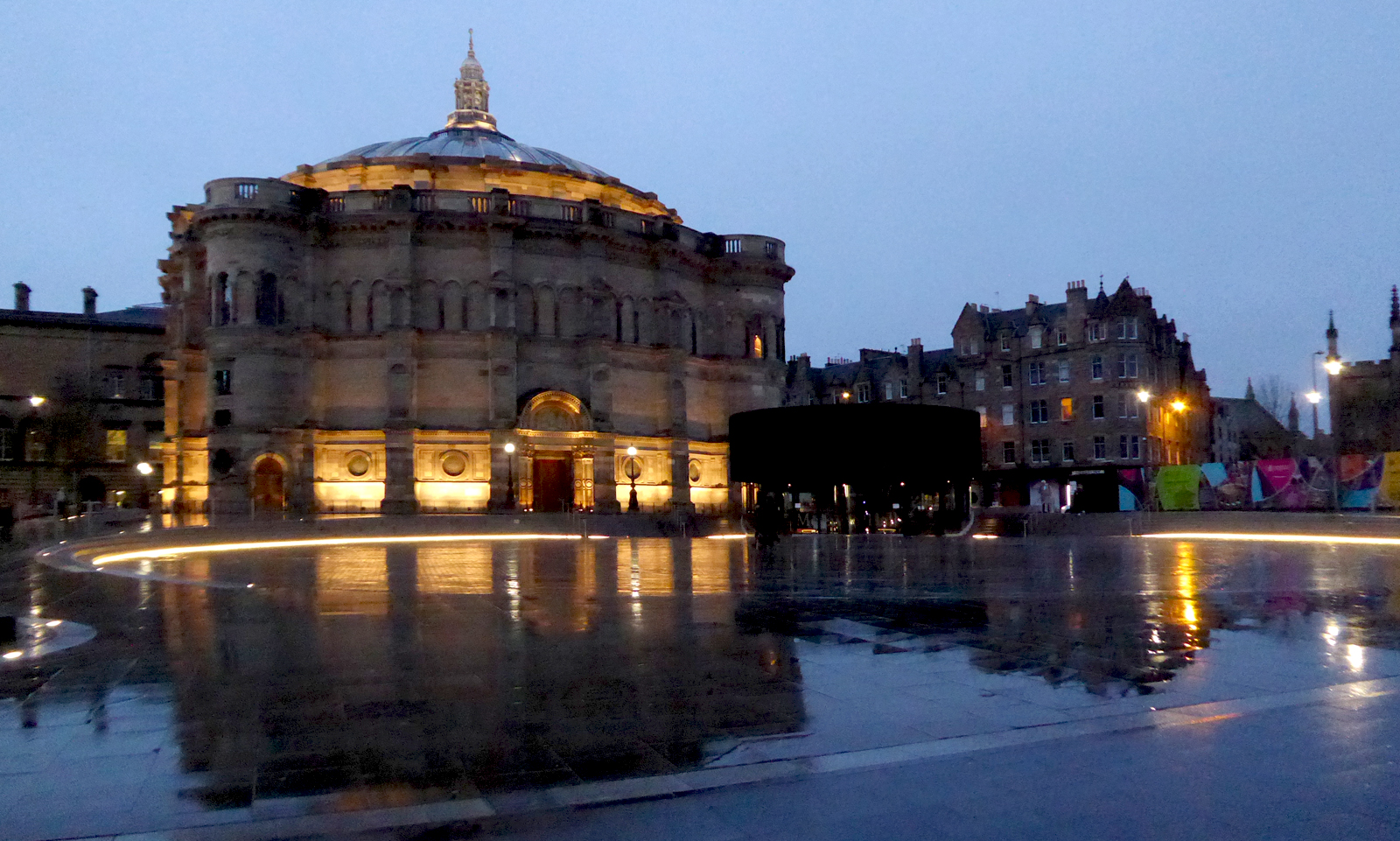
Bristo Square et McEwan Hall en décembre 2017
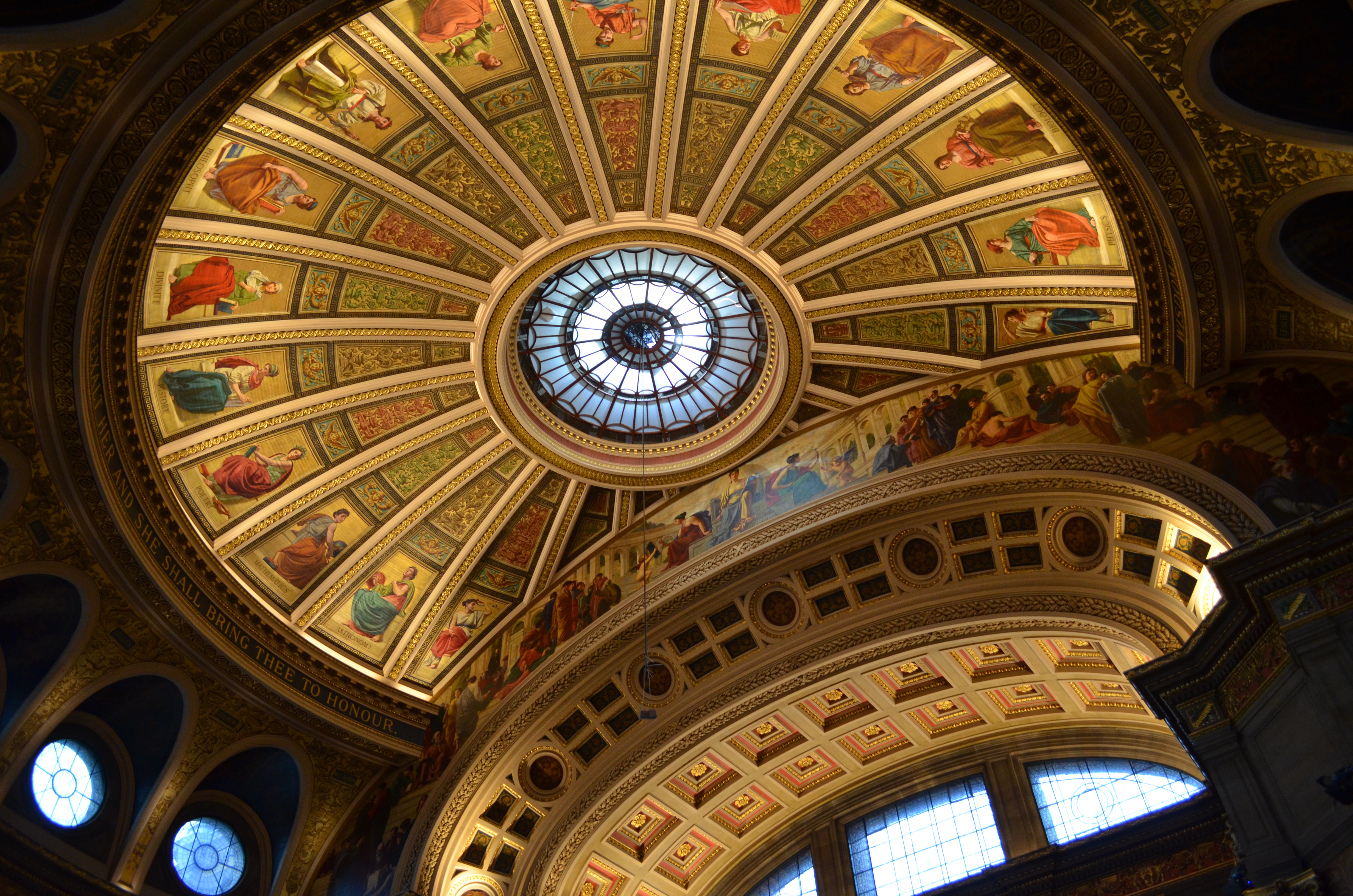
Dôme intérieur restauré du McEwan Hall, Université d'Édimbourg (2017)
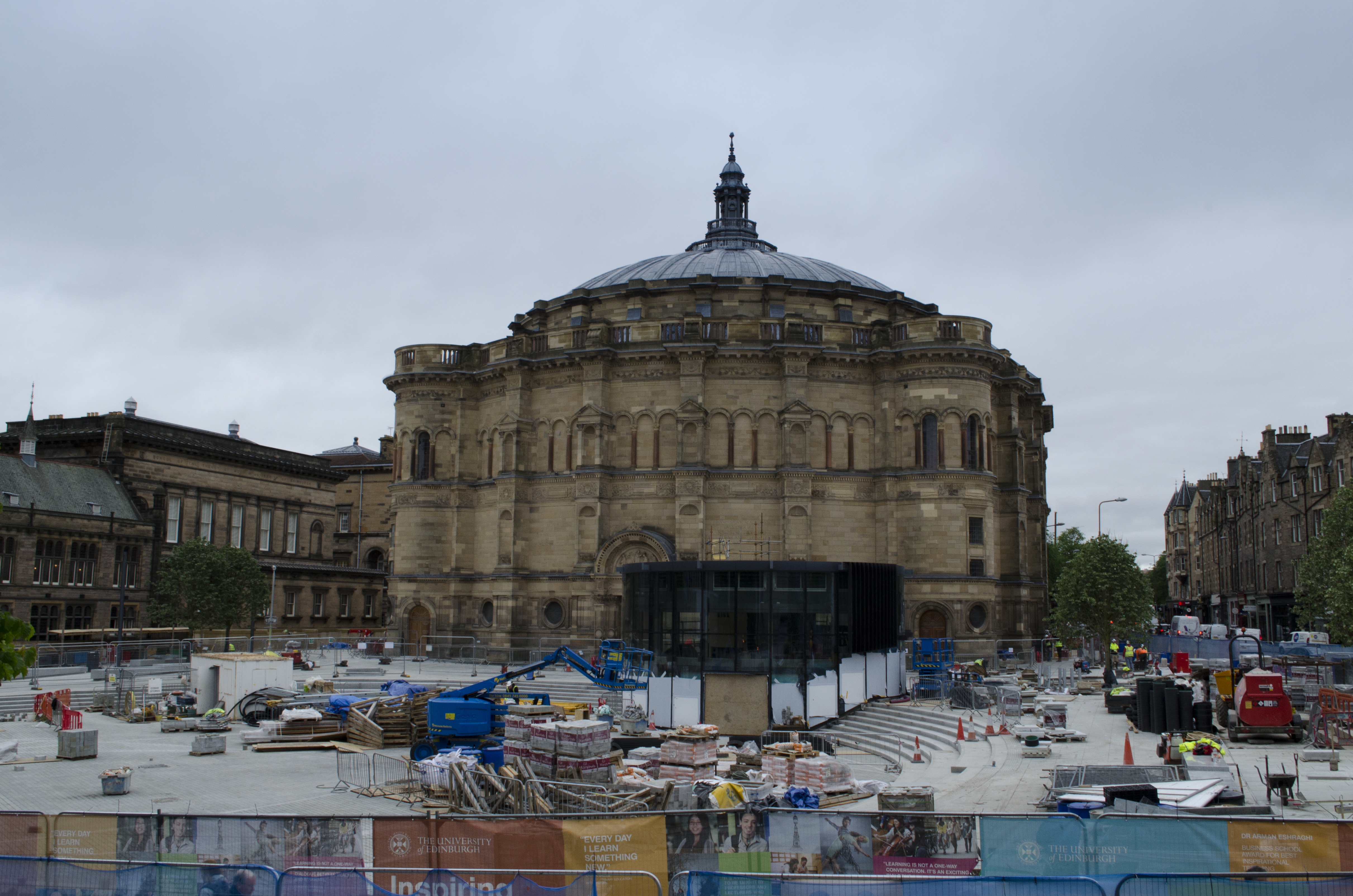
Salle de remise des diplômes McEwan au cours des dernières étapes de la rénovation de Bristo Square, Université d'Édimbourg